# سيغفيرد كيرستشين
سيغفيرد كيرستشين (بالألمانية: Siegfried Kirschen)‏، من مواليد 13 أكتوبر 1943، حكم كرة قدم ألماني دولي سابق.
أدار أربعة مباريات في كأس العالم لكرة القدم، اثنتين في كأس العالم لكرة القدم 1986 واثنتين في كأس العالم لكرة القدم 1990، وقد أدار عددا من المباريات في كأس الأمم الأوروبية لكرة القدم 1988.

## وصلات خارجية
- سيغفيرد كيرستشين على موقع Soccerway.com (الإنجليزية)